# Still the King
Still the King ist eine US-amerikanische Comedy-Fernsehserie. Sie wurde beim Sender CMT ab 12. Juni 2016 ausgestrahlt.
Die Serie wurde nach zwei Staffeln eingestellt.

## Inhalt
Die Serie konzentriert sich auf Vernon Brownmule, alias „Burnin’ Vernon“, einen skandalträchtigen Sänger, der aus der Country-Musik-Branche regelrecht rausgeworfen wurde, um dann 20 Jahre später, als Elvis’ zweitbester Imitator hervorzugehen.